# Hit It from the Back
Hit It from the Back è un singolo del duo hip hop statunitense Mobb Deep, pubblicato nel 1993 ed estratto dal loro primo album Juvenile Hell.

## Tracce
1. Hit It from the Back [Clean version]
2. Hit It from the Back [LP version]
3. Hit It from the Back [Instrumental]